# Cyril Delcombel
Cyril Delcombel, né le 5 juillet 1977 à Vichy, est un joueur de basket-ball français. Il mesure 1,81 m.

## Clubs
- 1996 - 1998 :  Chalon-sur-Saône (Pro A)
- 1998 - 2001 :  Denain (Nationale 2)
- 2001 - 2003 :  La Mélantoise (Nationale 2)
- 2003 - 2006 :  Caen (Nationale 2)
- 2006 - 2007 :  Saint-Brieuc (Nationale 3)
- 2007 - 2008 :  Quincié en Beaujolais (Nationale 3)
- 2011 - 2013 :  Ouest Lyonnais Basket (Nationale 2)

## Sources
- Maxi-Basket
- Le journal de Saône-et-Loire